# Museo di Aguascalientes
Il Museo di Aguascalientes (Museo de Aguascalientes in spagnolo) è il principale museo della città di Aguascalientes, capitale dell'omonimo Stato messicano.

## Storia
L'attuale edificio fu costruito nel 1903 su progetto di Refugio Reyes Rivas in stile neoclassico. Dopo essere stato una scuola femminile è stato adibito a museo nel 1975, su iniziativa del poeta locale Víctor Sandoval.

## Collezione
Il museo ospita le opere di importanti artisti locali, quali Saturnino Herrán, Jesús F. Contreras, Gabriel Fernández Ledesma e Francisco Díaz de León. Del Contreras sono presenti sculture originali e copie in materiale plastico, come l'importante Malgré tout, che fu premiata all'esposizione universale di Parigi del 1900 e di cui l'originale è conservata nel Museo nacional de arte di Città del Messico.